# Jellingestenarna
- Övre vänster: Baksidan av de två Jellingestenarna.
- Övre höger: Stenarna omkring sekelskiftet 1900.
- Undre vänster: Stenarna omkring sekelskiftet 1900.
- Undre höger: Stenarna sedan 2012, klädda i klimatkontrollerade skyddsmontrar.

Jellingestenarna är ett samlingsnamn för de två runstenar som står vid Jelling kyrka i Vejle kommun på Jylland i Danmark. Tillsammans med gravhögarna och kyrkan uppsattes dessa 1994 på Unescos världsarvslista under namnet: Gravhögarna, runstenarna och kyrkan i Jelling. Runstenarna beräknas vara från 950-talet, respektive 970-talet.
Jellingestenarna vittnar om en övergång från hednisk vikingatid till kristen medeltid. Den mindre stenen DR 41 är äldst, troligen från cirka 955. Den restes av kung Gorm den gamle till minne av hustrun Tyra Danebot och är den äldsta, danska källa där Danmark står omnämnt i ett skriftligt sammanhang. Den större stenen DR 42 reste Harald Blåtand till minne av sin far Gorm.

## Den mindre Jellingestenen
Den mindre runstenen, med runinskriften DR 41 (Danmarks runeinskrifter 41), är en cirka 1,2 meter hög granitsten som restes av Gorm den gamle. Gorm dog 958 vid ungefär femtio års ålder, stenen bör således ha blivit rest före denna tid, troligen kring året 955. Stenen är ristad på två sidor, här markerade A och B. Den från runor översatta inskriften följer nedan:

### Danmarks runeinskrifter 41
Runskrift (yngre futhark):
Sida A:
᛬ ᚴᚢᚱᛘᛦ ᛬ ᚴᚢᚾᚢᚴᛦ ᛬
᛬ ᚴ(ᛅᚱ)ᚦᛁ ᛬ ᚴᚢᛒᛚ ᛬ ᚦᚢᛋᛁ ᛬
᛬ ᛅ(ᚠᛏ) ᛬ ᚦᚢᚱᚢᛁ ᛬ ᚴᚢᚾᚢ ᛬
Sida B:
᛬ ᛋᛁᚾᛅ ᛬ ᛏᛅᚾᛘᛅᚱᚴᛅᛦ ᛬ ᛒᚢᛏ
Translitterering av runraden:
§A : kurmʀ : kunukʀ : ¶ : k(a)(r)þi : kubl : þusi : ¶ : a(f)(t) : þurui : kunu : §B ÷ sina ÷ tanmarkaʀ ÷ but ÷
Normalisering till rundanska:
§A Gormʀ kunungʀ ¶ gærþi kumbl þøsi ¶ æft Þorwi, kunu §B sina, Danmarkaʀ bot.
Direktöversättning:
§A Gorm konung ¶ gjorde kummel dessa ¶ efter Tyrvi, kvinna §B sin, Danmarks bot.
Översättning till nusvenska:
Konung Gorm gjorde dessa kummel efter Tyra, sin hustru, Danmarks bot.
Det är dessutom det första dokumenterade tillfället som namnet Danmark används i Danmark, cirka 75 år efter att Alfred den store skrev dene mearc i sitt geografiska verk.
Stenen är nu placerad mellan de två högarna och nära den större Jellingestenen. Dess ursprungliga plats är okänd. På 1600-talet stod den intill kyrkans port.

## Den större Jellingestenen
Den större Jellingestenen, med runinskriften DR 42 (Danmarks runeinskrifter 42), är svår att tidsbestämma, men troligen rest mellan 960 och 985 av Gorm och Tyras son Harald Blåtand i Jelling till minne över föräldrarna. Stenens inskription berättar samtidigt om Haralds egna bedrifter. Han enade Danmark och gjorde danskarna till kristna. Stenen har tre olika sidor. Den ena har runor ingraverade och på den andra är ett stort fabeldjur, troligen ett lejon. På tredje sidan är en bild av den korsfäste Jesus.

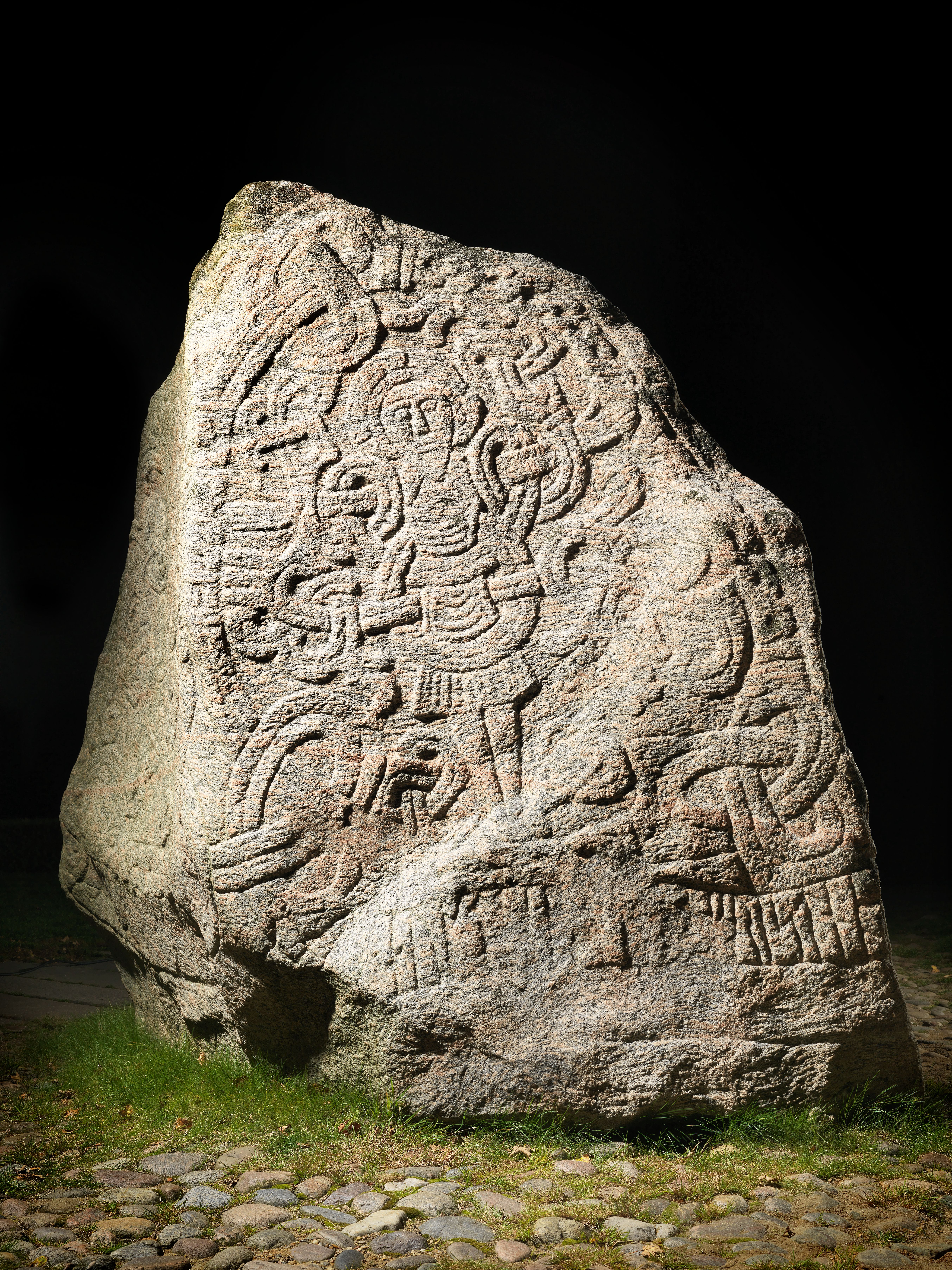
Kristussidan i skuggrelief
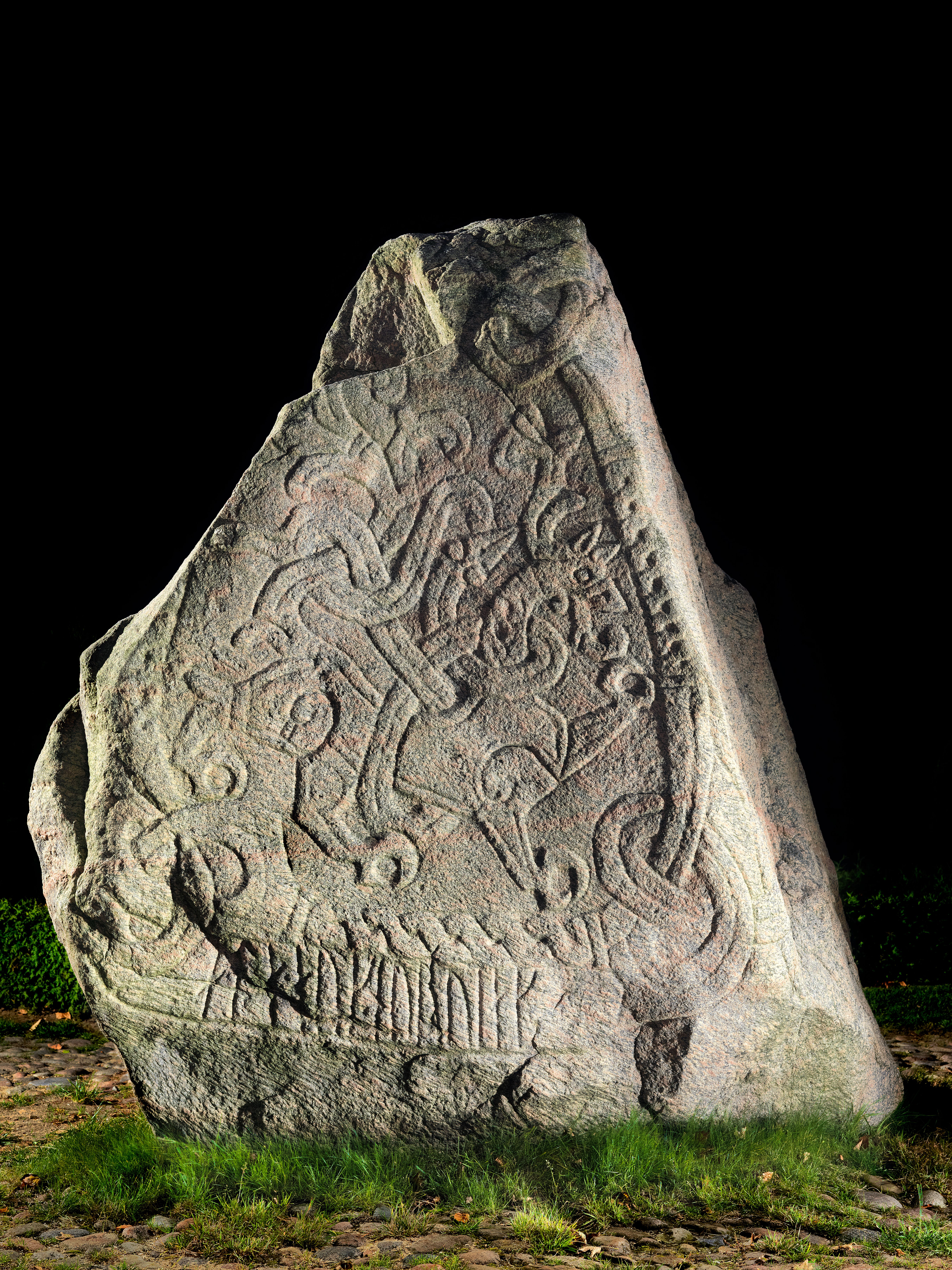
Fabelsidan i skuggrelief
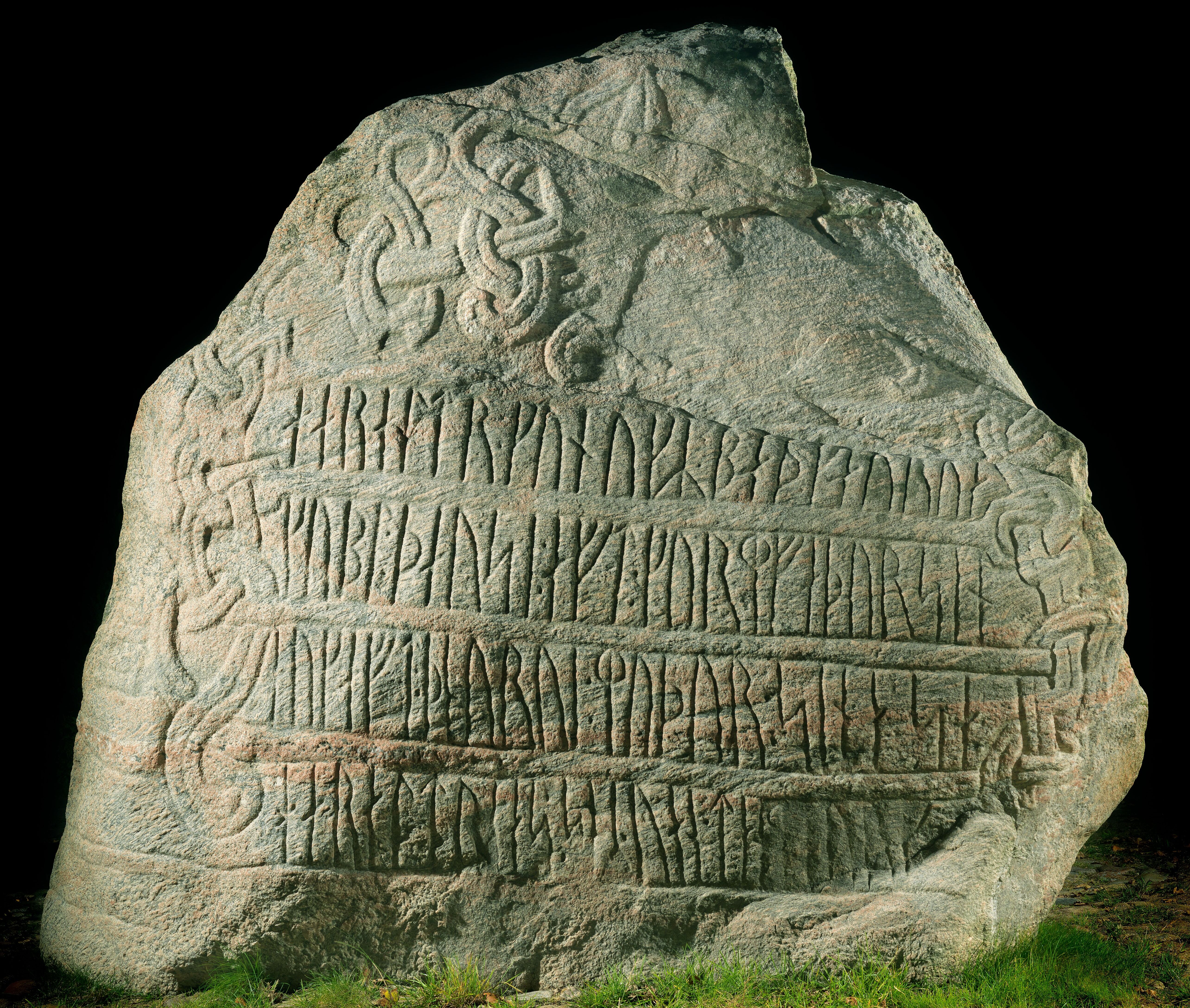
Skriftsidan i skuggrelief

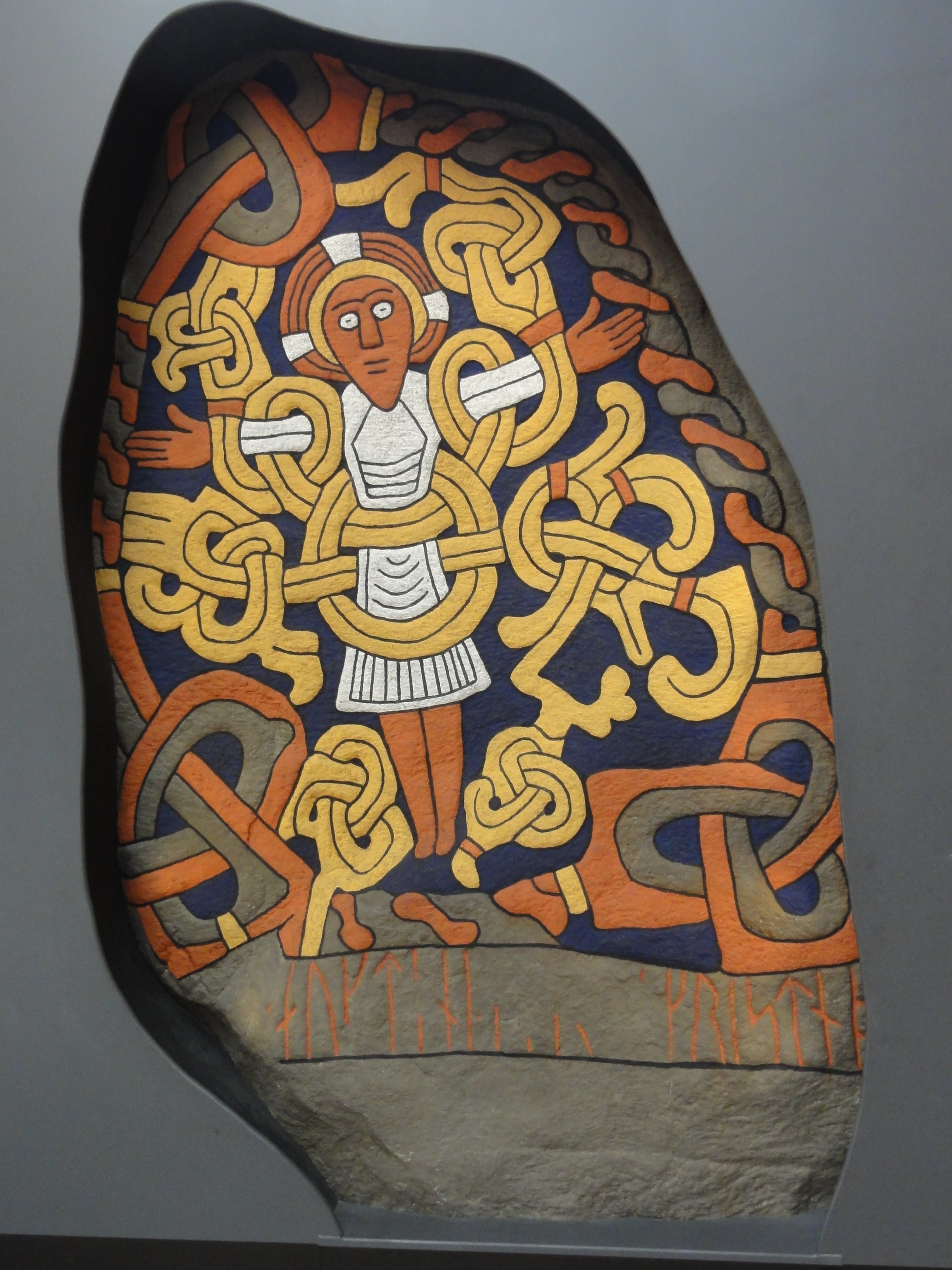
Kristussidan i färgläggning
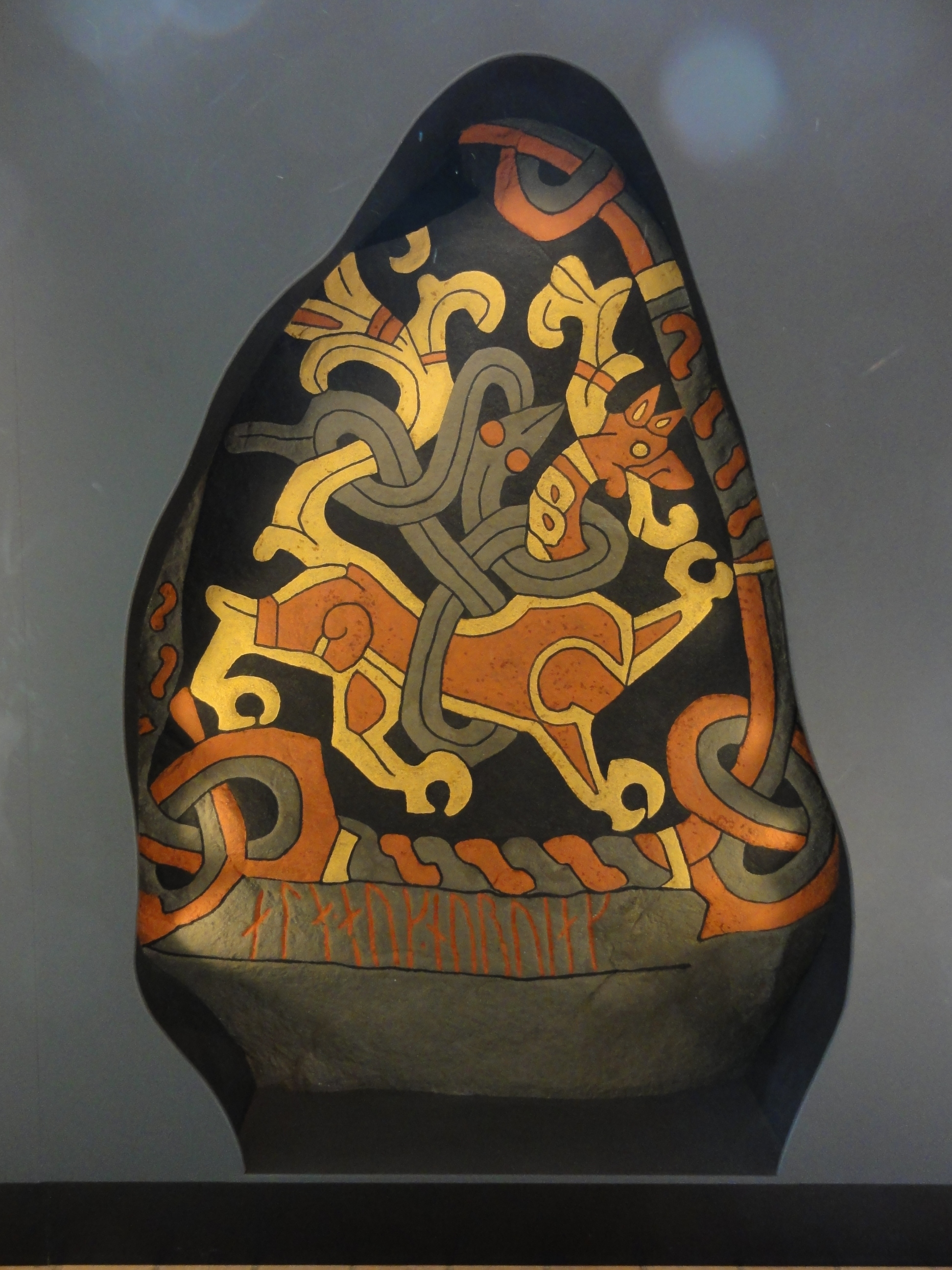
Fabelsidan i färgläggning
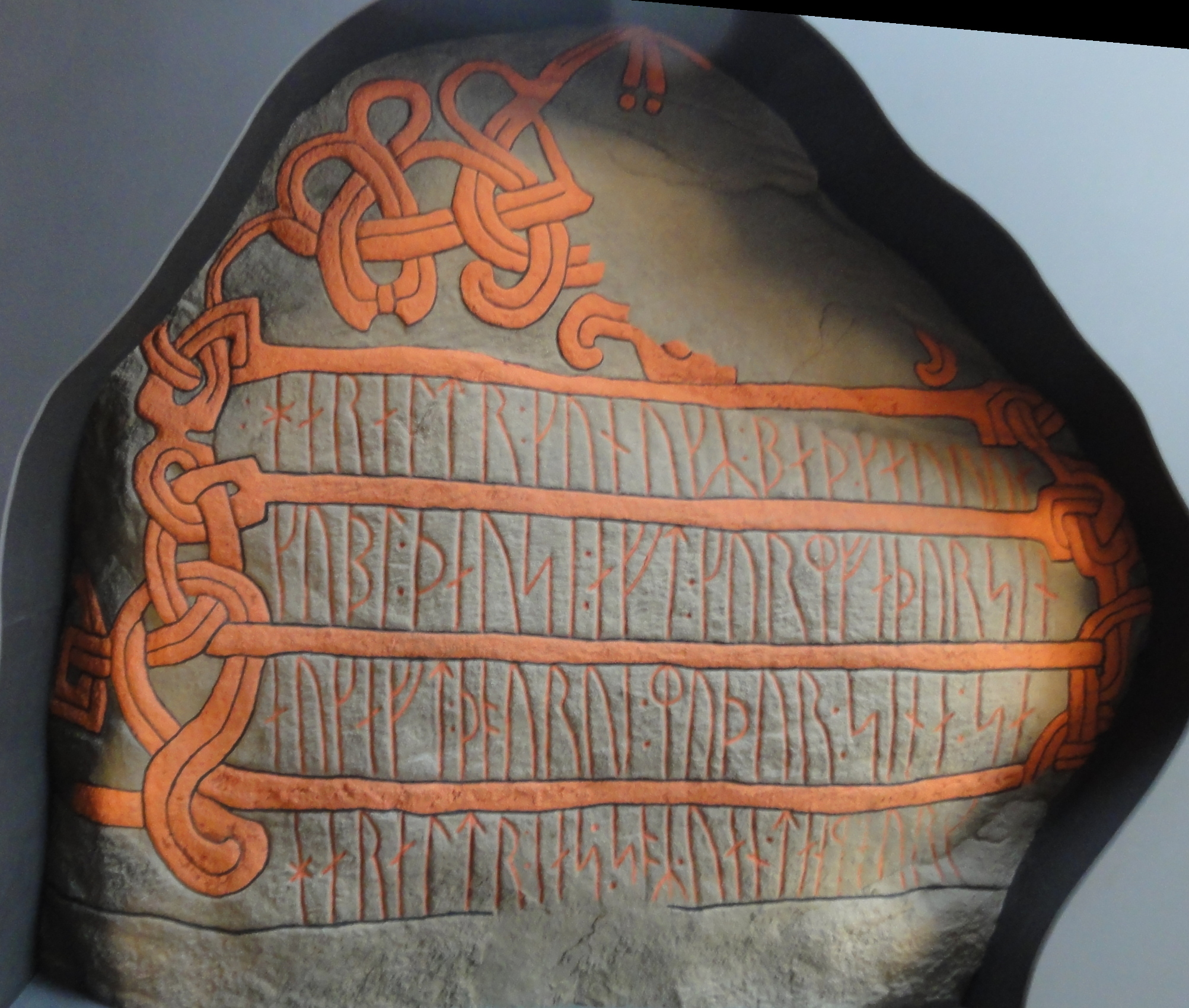
Skriftsidan i färgläggning

Stenen står ungefär på sin ursprungliga plats mitt emellan de två gravhögarna i Jelling. Det råder dock inget tvivel om att stenarna har flyttats, då det vid utgrävningarna på 1940-talet påvisades att en av gravarna på kyrkogården delvis låg under stenen. Stenen har också rests någon gång efter att den varit omkullvält.
Haralds runsten är 2,43 meter hög, väger cirka tio ton, och lär ha tagit över ett år att rista. Senare undersökningar har visat att runorna ristats vid tre olika tillfällen. Så är till exempel delen om Haralds kristnande tillagd efteråt. Stenen är utsmyckad med djurornamentik på ett sätt som kallas Mammenstil, efter gården Mammen på Jylland. Mammenstilen är detsamma som Jellingestilen.
Vad gäller tillhuggningen av stenen bär den tecken på västeuropeiska influenser. I motsats till den traditionella nordiska, med djupa inhugg i hård granit, har denna sten huggits loss, så att drakslingan och övriga utsmyckningar har en plan relief. Det är en teknik som man använde till mjukare sandsten i bland annat Tyskland och England. Reliefer i nordisk stil är annars utförda i kalksten eller sandsten. Den enda direkta europeiska parallellen är irländska granitkors. Själva runinskriften är också utförd efter västeuropeisk tradition, istället för den traditionella lodrätta eller bandformade texten har denna sten text i vågrätta linjer. Detta följer latinsk form och efterliknar därmed ett dokument nedskrivet på pergament. Preben Meulengracht Sørensen har påpekat, att detta markerar en förändring beträffande det sätt runstenen användes till. Traditionellt hade inskriftens ändamål varit att beskriva och hålla fast, men denna sten hade ett kommunicerade ändamål; den skulle berätta kungens budskap. Meulegracht-Sørensen har utifrån den bakgrunden betecknat denna sten som en av de äldsta, kända kvarlevorna där den begynnande latinska skriftkulturen förekommer i Norden.
Stenen blir ofta omnämnd som Danmarks dopattest, och den är också rest för ändamålet att proklamera kungens dop och därmed kristendomens etablering som statsreligion. Stenen markerar en av de viktigaste faserna i den långvariga process som ledde fram till religionsskiftet i Norden. Den Kristus, som är avbildad på stenen, liknar inte den lidande figur man några hundra år senare känner till. Han är här framställd som en triumferande kung, som bestiger livets träd, det vill säga korset. Inskriften består av tre delar, här markerade A, B och C. Den från runor översatta texten följer nedan:

### Danmarks runeinskrifter 42
Runskrift (yngre futhark):
Sida A:
᛬ ᚼᛅᚱᛅᛚᛏᚱ ᛬ ᚴᚢᚾᚢᚴᛦ ᛬ ᛒᛅᚦ ᛬ ᚴᛅᚢᚱᚢᛅ ᛬
᛬ ᚴᚢᛒᛚ ᛬ ᚦᛅᚢᛋᛁ ᛬ ᛅᚠᛏ ᛬ ᚴᚢᚱᛘ ᚠᛅᚦᚢᚱ ᛋᛁᚾ ᛬
᛬ ᛅᚢᚴ ᛅᚠᛏ ᛬ ᚦᚭᚢᚱᚢᛁ ᛬ ᛘᚢᚦᚢᚱ ᛬ ᛋᛁᚾᛅ ᛬ ᛋᛅ ᛬
᛬ ᚼᛅᚱᛅᛚᛏᚱ (᛬) ᛁᛅᛋ ᛬ ᛋᚭᛦ ᛫ ᚢᛅᚾ ᛫ ᛏᛅᚾᛘᛅᚢᚱᚴ
Sida B:
ᛅᛚᛅ ᛫ ᛅᚢᚴ ᛫ ᚾᚢᚱᚢᛁᛅᚴ
Sida C:
᛫ ᛅᚢᚴ ᛫ ᛏ(ᛅ)ᚾᛁ (᛫ ᚴᛅᚱᚦᛁ ᛫) ᚴᚱᛁᛋᛏᚾᚭ
Translitterering av runraden:
§A haraltr : kunukʀ : baþ : kaurua ¶ kubl : þausi : aft : kurm faþur sin ¶ auk aft : þourui : muþur : sina : sa ¶ haraltr (:) ias : soʀ · uan · tanmaurk §B ala · auk · nuruiak §C (·) auk t(a)ni (k)(a)(r)(þ)(i) kristno
Normalisering till rundanska:
§A Haraldr kunungʀ baþ gørwa ¶ kumbl þøsi æft Gorm, faþur sin, ¶ ok æft Þorwi, moþur sina, sa ¶ Haraldr æs seʀ wan Danmork §B alla ok Norwæg §C ok dani gærþi kristna.
Direktöversättning:
§A Harald konung bad göra ¶ kummel dessa efter Gorm, fader sin, ¶ ok efter Tyrvi, moder sin, den Harald som sig vann Danmark §B alla och Norge §C och danerna gjorde kristna.
Översättning till nusvenska:
Harald kung lät göra dessa kummel efter Gorm, sin fader, och efter Tyra, sin moder. Den Harald som lagt under sig hela Danmark och Norge och som kristnade danerna.

## Ett världsarv
Runstenarna blev, tillsammans med Jellingehögarna och Jelling kyrka, Danmarks första världsarv 1994 under den gemensamma beteckningen Gravhögarna, runstenarna och kyrkan i Jelling. Världsarvskommittens motivering lyder:
| ” | Kriterium (iii): Jellingmonumenten, särskilt de hedniska gravhögarna och de två runstenarna, är enastående exempel på den hedniska nordiska kulturen. | „ |

En kopia av stenen står på Domplein i Utrecht (Nederländerna) som en gåva från Danmark i samband med Universitetet i Utrechts 300-årsjubileum.